# Apostelgroeve

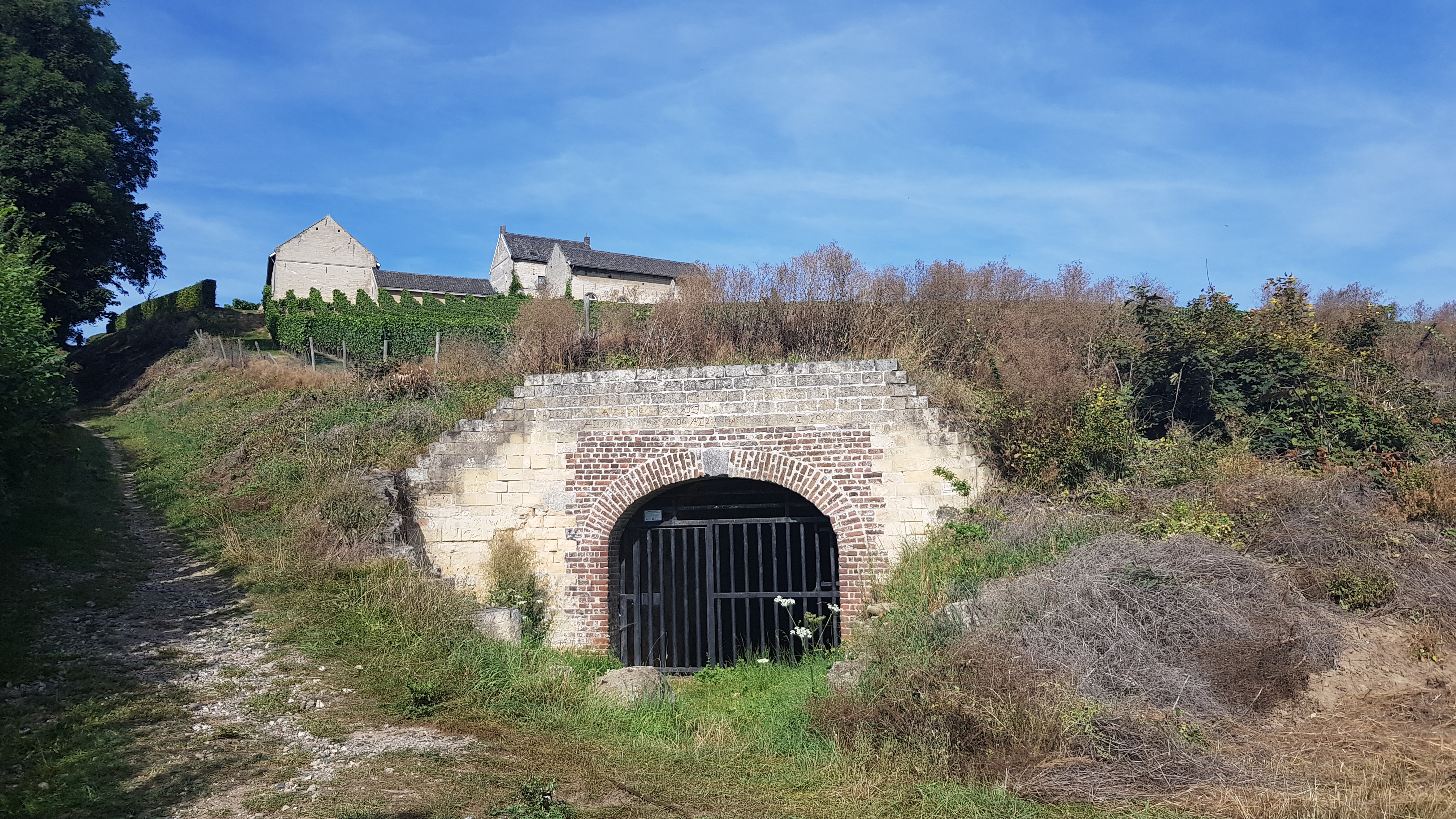
De ingang van de Apostelgroeve met erboven de Apostelhoeve

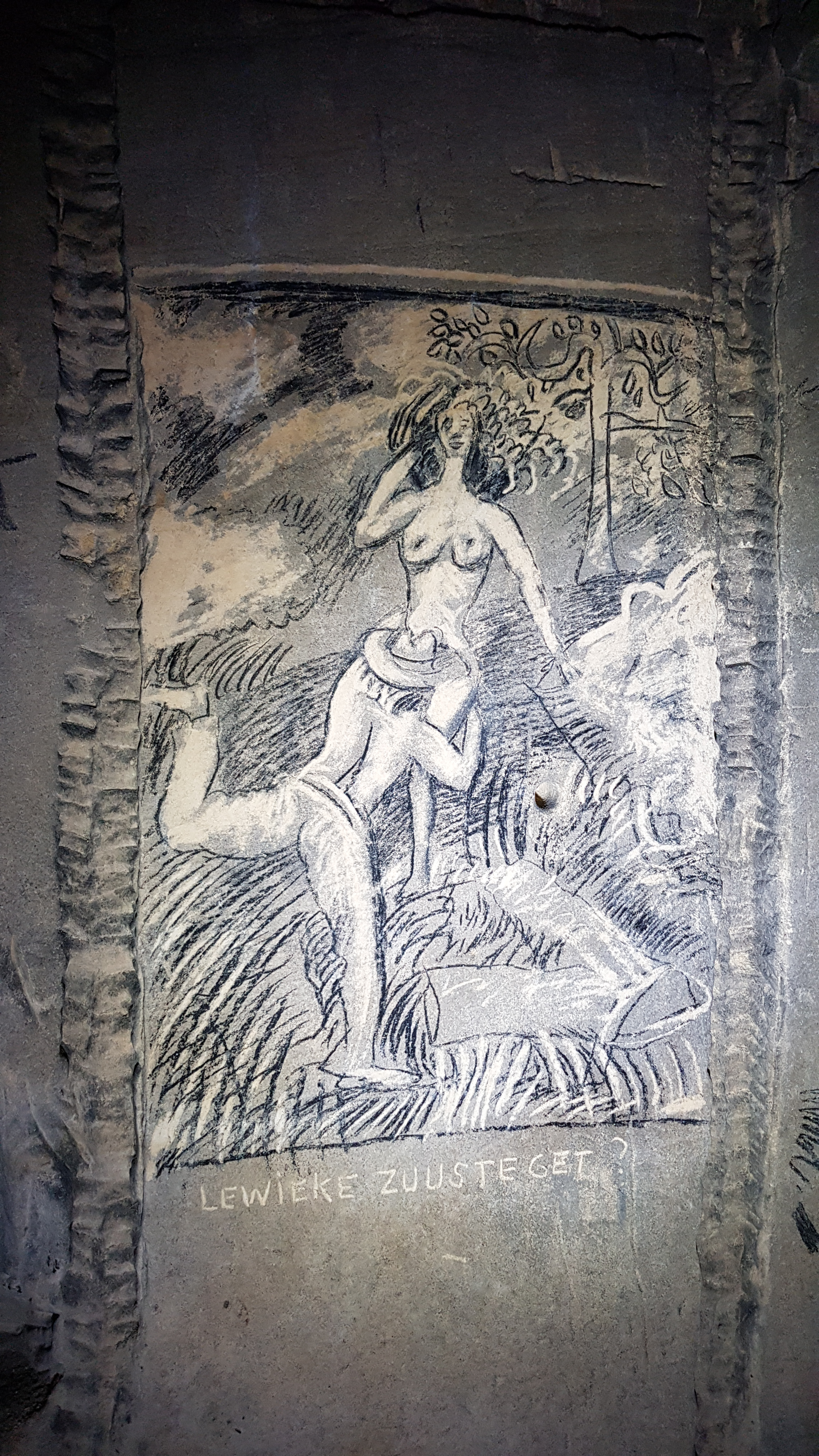
Houtskooltekening in de Apostelgroeve

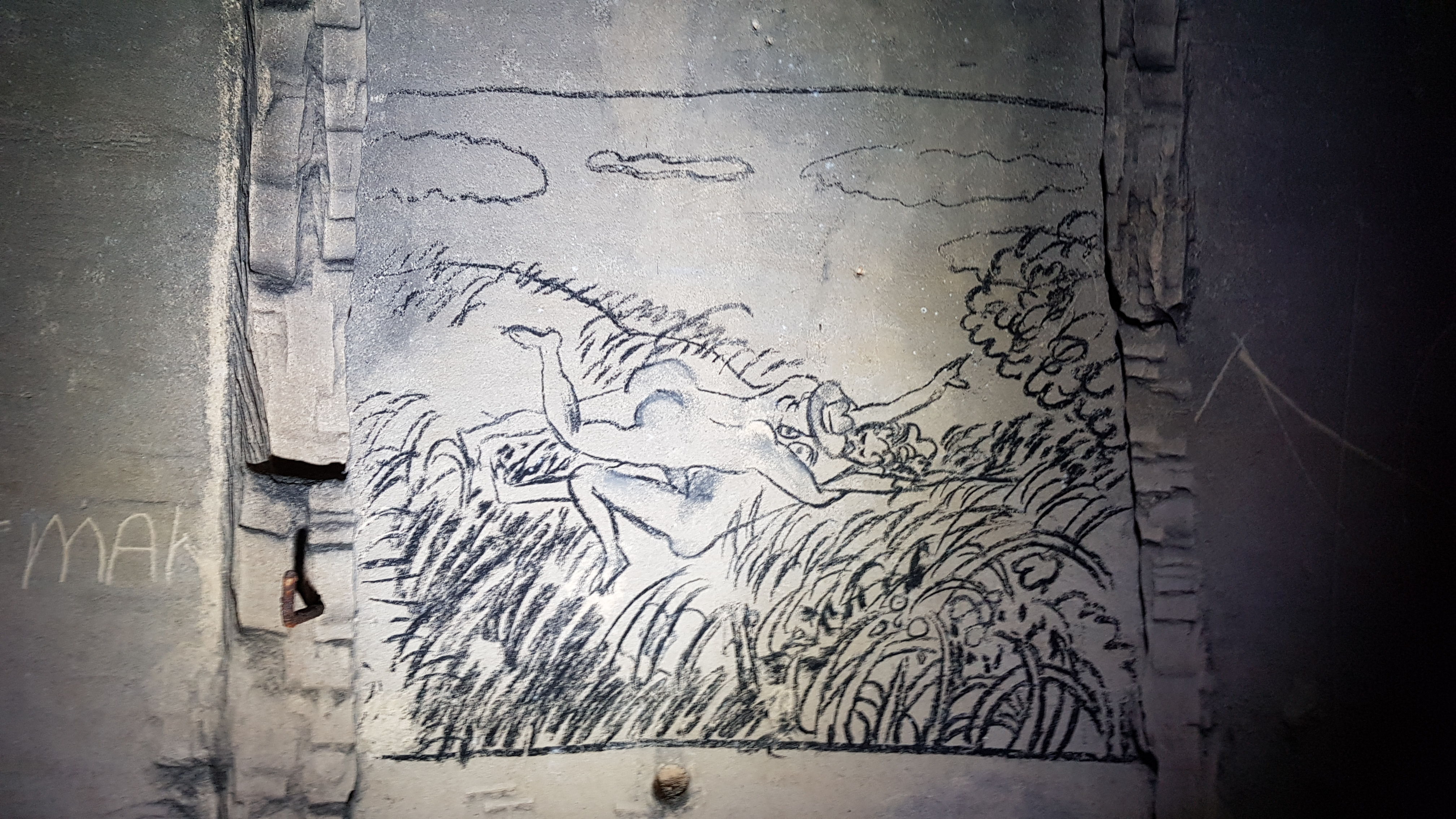
Houtskooltekening in de Apostelgroeve

De Apostelgroeve, Louberggroeve, Apostelhoevegroeve of Apostelhoevegrot is een voormalige Limburgse mergelgroeve in Nederlands Zuid-Limburg in de gemeente Maastricht. De groeve ligt in de westelijke dalwand van het Jekerdal en op de noordoostelijke helling van de Louwberg.
De groeve ligt gedeeltelijk onder de Apostelhoeve. De ingang bevindt zich halverwege de helling aan de Dalingsweg, de verbindingsweg tussen deze hoeve en Hoeve Nekum.
Op ongeveer 650 meter naar het noorden liggen de Groeve Theunissen I en Groeve Theunissen II en op ongeveer 500 meter naar het zuiden ligt de Fallenberggroeve.

## Geschiedenis
In 1770 werd bij de Apostelhoeve door blokbrekers een nieuwe groeve aangelegd voor de winning van kalksteenblokken als bouwmateriaal.
In 1772 werd er een nieuwe ingang aangelegd omdat de oude ingang last had van instortingsgevaar.
In 1777 werd de ontginning van de groeve gestaakt.
Na de Tweede Wereldoorlog tot 1975 werd de groeve gebruikt als champignonkwekerij.
In 1981 werd de groeve afgesloten met een hek. De groeve werd het eerste vleermuisreservaat van de Studiegroep Onderaardse Kalksteengroeven. Eveneens werden in 1981 de Koelebosgroeve en de Roothergroeve door de studiegroep als reservaat in beheer genomen.

## Groeve
De groeve ligt grotendeels onder de Apostelhoeve en heeft twee verdiepingen.
De ingang van de groeve is afgesloten, zodanig dat vleermuizen de groeve kunnen gebruiken als verblijfplaats.
De beheerder van de groeve is de Stichting ir. D.C. van Schaïk. In 2017 werd de groeve op veiligheid onderzocht en werd deze deels goedgekeurd.

## Geologie
De Apostelgroeve is uitgehouwen in de Formatie van Maastricht. De bovenverdieping is uitgehouwen in de Kalksteen van Meerssen en de onderverdieping in de Kalksteen van Nekum. Tussen de beide verdiepingen bevindt zich een harde tauwlaag van 90 centimeter dik, dit is de Horizont van Caster.